# The Palace
The Palace är en fransk-italiensk komedi- och dramafilm från 2023. Filmen är regisserad av Roman Polanski, som även medverkat i skrivandet av manus.
Filmen hade biopremiär i Sverige den 29 december 2023, utgiven av Njutafilms.

## Handling
Filmen utspelar sig på ett lyxhotell i Schweiz under nyårsafton 1999.

## Rollista (i urval)
- Oliver Masucci – Hansueli
- Fanny Ardant – Constance Rose Marie de La Valle
- John Cleese – Arthur William Dallas III
- Mickey Rourke – Bill Crush
- Sydne Rome – Mrs. Robinson
- Bronwyn James – Magnolia
- Joaquim de Almeida – Dr. Lima
- Luca Barbareschi – Bongo
- Alexander Petrov – Anton
- Milan Peschel – Caspar Tell
- Fortunato Cerlino – Tonino